# Naaman Abdalmesih Karabash
Naaman Abdalmesih Karabash (* 13. April 1903 in dem Dorf Karabash bei Diyarbakir; † 23. Juni 1983 in Beirut) war ein syrischer Gelehrter und Zeitzeuge des Völkermordes an den Armeniern und Aramäern im osmanischen Reich.

## Familie
Als Sohn von Juhannon (Hanna) Ne'man und seiner Ehefrau Mariam wurde Abdulmesih Karabash am 13. April 1903 im 10 km östlich  der Stadt Diyar-bakir (Türkei) gelegenen syrischen Dorf Karabas geboren. Er gehörte dem syrisch-aramäischen Volk und der syrisch-orthodoxen Kirche von Antiochien an. Im Alter von fünf Jahren verlor er seinen Vater; er und sein Bruder Emanuel blieben als Halbwaisen zurück.

## Ausbildung
Im Jahre 1910 wurde er auf Initiative des Bischofs Mor Iwannis Eliyas Sakir von Amid, späterer Patriarch, in das syrische Patriarchatsseminar des Klosters Deir Za'faran bei Mardin geschickt, wo er neben seiner theologischen Ausbildung bei den Mönchen Hanna Dolabani, dem späteren Bischof Mor Philoxenos von Mardin, Eliyas Qoro, dem späteren Bischof Mor Julius und Apostolischer Delegat in Indien, und Thoma Aras, dem späteren Bischof Mor Timotheos von Tur 'Abdin, die syrische, arabische und türkische Sprache erlernte.
Noch während seiner Ausbildung kam es 1914 zur Verfolgung von Aramäern und Armeniern durch die Türken, von der auch das Klosterseminar stark betroffen wurde, das daraufhin aufgelöst wurde. Karabash setzte seine Ausbildung privat bei Hanna Dolabani (1885–1969) fort, von dem er entscheidend für seine spätere literarische Tätigkeit inspiriert wurde. Noch im Kloster Deir Za'faran verfertigte er 1918 als 15-jähriger Augenzeuge detaillierte Aufzeichnungen über die von den Türken gemeinsam mit den Kurden verübten Gräueltaten; die Aufzeichnungen konnten erst 1997 nach seinem Tode unter dem Titel „Vergossenes Blut“ veröffentlicht werden. Sein Werk ist damit neben „Cunhe d-suryoye d-tur'abdin da-snath 1915 (Schicksalsschläge der syrischen Christen im Tur-Abdin 1915)“ von Suleyman Henno und der „Sey/e“ (Das Christen-Massaker in der Türkei, 1714–1914) das wichtigste Augenzeugendokument über den Völkermord an den christlichen Aramäern.

## Flucht
Karabash ging 1918 nach Amid (Diyarbakir) zurück und lebte dort zusammen mit seinem Bruder und seiner Mutter; sie waren von den Massakern verschont worden, während sein Dorf Karabas mit fast allen seinen aramäischen Bewohnern vernichtet worden war. 1922 suchte er Schutz in der syrischen Stadt Aleppo, die unter französischem Mandat stand; dorthin flohen auch alle im Jahre 1924 vertriebenen aramäischen Bewohner von Urfa (das antike Edessa). Von Aleppo wanderte Karabash dann nach Beirut aus, wo er ab 1934 im dortigen syrischen theologischen Seminar die syrische Sprache lehrte.

## Wirken
Als Syrischlehrer war er von 1937 bis 1938 auch in Bethlehem und anschließend 13 Jahre lang im St. Markus-Kloster in Jerusalem tätig. Im Jahre 1951 wurde er vom syrischen Schulministerium als Dozent für syrische Sprache, Literatur und Religion an aramäischen Oberschulen nach Kamishli (Syrien) berufen, wo er innerhalb von 18 Jahren elf syrische Werke verfasste und eine „Sonntagsschule“ gründete. Hier engagierte er sich stark in sozialen und nationalen Tätigkeiten; er war in Kamishli lange Zeit Vorsitzender des wohltätigen aramäischen Vereins. Von Syrien wanderte er 1969 erneut nach Beirut aus und blieb dort weiter literarisch tätig, bis er am 23. Juni 1983 im Alter von 80 Jahren verstarb.

## Werke
Karabash verfasste und übersetzte über 30 Werke ins Syrische. Er war einer der besten Kenner der syrischen Sprache und gehörte zu den namhaften syrisch-orthodoxen Sprachgelehrten des 20. Jahrhunderts. Durch seine Lehrwerke in syrischer Sprache, die auch in der europäischen Diaspora als Standardwerke gelten, wurde der klassische syrische Schulunterricht in Mesopotamien entscheidend gefördert.